# Galina Borzenkova
Galina Borzenkova   (Krasnodar, 2 de febrer de 1964), de soltera Galina Tian, és una ex-jugadora d'handbol soviètica que va competir durant les dècades de 1980 i 1990.
El 1992 va prendre part en els Jocs Olímpics de Barcelona, on guanyà la medalla de bronze en la competició d'handbol.
En el seu palmarès també destaquen una medalla d'or al Campionat del món d'handbol de 1990. A nivell de clubs jugà onze temporades al Kuban Krasnodar, amb qui guanyà la Recopa d'Europa d'handbol de 1987 i 1988 i la lliga soviètica de 1989 i 1992, entre d'altres.